# Ralph Kottoy
Ralph Kottoy Yapande (Bangui, 9 febbraio 1992) è un calciatore centrafricano, centrocampista del Flers.

## Carriera

### Club
Ha giocato nella prima divisione nordirlandese con la maglia dei Carrick Rangers.

### Nazionale
Tra il 2018 ed il 2019 ha giocato complessivamente 5 partite in nazionale, una delle quali valevole per le qualificazioni alla Coppa d'Africa 2019.

## Statistiche

### Cronologia presenze e reti in nazionale
| Cronologia completa delle presenze e delle reti in nazionale ― Rep. Centrafricana | Cronologia completa delle presenze e delle reti in nazionale ― Rep. Centrafricana | Cronologia completa delle presenze e delle reti in nazionale ― Rep. Centrafricana | Cronologia completa delle presenze e delle reti in nazionale ― Rep. Centrafricana | Cronologia completa delle presenze e delle reti in nazionale ― Rep. Centrafricana | Cronologia completa delle presenze e delle reti in nazionale ― Rep. Centrafricana | Cronologia completa delle presenze e delle reti in nazionale ― Rep. Centrafricana | Cronologia completa delle presenze e delle reti in nazionale ― Rep. Centrafricana |
| Data                                                                              | Città                                                                             | In casa                                                                           | Risultato                                                                         | Ospiti                                                                            | Competizione                                                                      | Reti                                                                              | Note                                                                              |
| --------------------------------------------------------------------------------- | --------------------------------------------------------------------------------- | --------------------------------------------------------------------------------- | --------------------------------------------------------------------------------- | --------------------------------------------------------------------------------- | --------------------------------------------------------------------------------- | --------------------------------------------------------------------------------- | --------------------------------------------------------------------------------- |
| 14-11-2017                                                                        | Algeri                                                                            | Algeria                                                                           | 3 – 0                                                                             | Rep. Centrafricana                                                                | Amichevole                                                                        | -                                                                                 | 78’                                                                               |
| 23-3-2018                                                                         | Bakau                                                                             | Gambia                                                                            | 1 – 1                                                                             | Rep. Centrafricana                                                                | Amichevole                                                                        | -                                                                                 | 67’                                                                               |
| 27-3-2018                                                                         | Marrakech                                                                         | Kenya                                                                             | 2 – 3                                                                             | Rep. Centrafricana                                                                | Amichevole                                                                        | -                                                                                 |                                                                                   |
| 27-5-2018                                                                         | Niamey                                                                            | Niger                                                                             | 3 – 3                                                                             | Rep. Centrafricana                                                                | Amichevole                                                                        | -                                                                                 |                                                                                   |
| 12-10-2018                                                                        | Bouaké                                                                            | Costa d'Avorio                                                                    | 4 – 0                                                                             | Rep. Centrafricana                                                                | Qual. Coppa d'Africa 2019                                                         | -                                                                                 | 87’                                                                               |
| Totale                                                                            |                                                                                   | Presenze                                                                          | 5                                                                                 |                                                                                   | Reti                                                                              | 0                                                                                 |                                                                                   |